# Fossagrab
Das Fossagrab (von lat. fossa „Graben“) ist eine für die frühe italienische Eisenzeit des späten 9. bis frühen 7. Jahrhunderts v. Chr. (Villanova-Kultur) typische Grabform. Das Grab hat die Form eines länglichen Rechtecks und besitzt eine horizontale Deckplatte. Die rechteckige Vertiefung wurde mit gemauerten Wänden ausgestattet oder direkt in den gewachsenen Fels geschlagen. Es wurde für einzelne Körperbestattungen verwendet und gilt als eine Vorform des Kammergrabes. 
Bekannte Beispiele sind die im 19. Jahrhundert bei Palestrina (dem antiken Praeneste) ausgegrabenen Tomba Bernardini und Tomba Barberini. Aus der zweiten Hälfte des 4. Jahrhunderts v. Chr. bis in die erste Hälfte des 3. Jahrhunderts v. Chr. sind aus Apulien innen verputzte und bemalte Fossagräber bekannt. 